# E006 (trasa europejska)
E006 – trasa europejska łącznikowa (kategorii B), biegnąca przez Tadżykistan i Uzbekistan. Długość trasy wynosi 250 km.
Przebieg E006:
- Tadżykistan: Ayni
- Uzbekistan: Kokand